# Latécoère 28
Latécoère 28 byl francouzský jednomotorový jednoplošný poštovní a dopravní letoun s dlouhým doletem, vyvinutý společností Latécoère. Poprvé vzlétl v roce 1928. Vznikl v řadě variant, lišících se mimo jiné motory. Mohl být vybaven pevným podvozkem, nebo plováky. Sloužil zejména pro přepravu osob, nebo pošty. V letech 1928–1932 bylo vyrobeno přibližně padesát letounů Latécoère 28 různých verzí. Latécoère 28 byl oporou společnosti Aéropostale (hlavní uživatel) v jejím úsilí o zavedení mezikontinentálních leteckých poštovních služeb. V Jižní Americe se Laté 28 proslavily vytvořením pravidelného poštovního spojení z Francie do Argentiny a dále. Zatímco poštovním lodím trvalo doručení dopisu z Paříže do Santiaga de Chile týdny, poštovní letouny dobu zkrátily na čtyři dny. Mezi piloty tohoto letounu mimo jiné patřili francouzští letci a spisovatelé Antoine de Saint-Exupéry a Jean Mermoz, nebo lidé se zkušenostmi z první světové války.

## Historie
Latécoère 28 vznikl dalším vývojem dopravního letounu Latécoère 26. Dopravního a poštovního letounu základní verze Latécoère 28.0 bylo vyrobeno šestnáct kusů. Aéropostale své první letouny nasadila na afrických poštovních trasách spojujících Casablanku a Dakar. Dále létaly na lince Paříž-Madrid. Následovaly dopravní letouny verze Latécoère 28.1 s motorem Hispano-Suiza 12Hbr. Vyrobeno jich bylo 29 kusů. Aéropostale je nasadila na lince z Toulouse do Casablanky. Další verzí představoval jeden vyrobený poštovní letoun Latécoère 28.2 s motorem Hispano-Suiza 12Nbr. V roce 1931 tento letoun dosáhl několika světových rekordů.
Verze Laté 28.3 byla vybavena plováky a Aéropostale s ním plánovala přepravovat poštu do Jižní Ameriky. Protože francouzské úřady pro tento účel nechtěly schválit jednomotorový letoun, své schopnosti začal prokazovat získáváním rekordů v dálkových letech. V dubnu 1930 Jean Mermoz na Laté 28-3 překonal světový rekord na uzavřeném okruhu s přibližně 4310 km uletěnými za třicet hodin a dvacet pět minut. Takový výkon znamenal i více než tisícikilometrovou rezervu pro přelet Jižního Atlantiku.
Ve dnech 12.–13. května 1930 letoun Laté 28.3 „Comte de la Vaulx“ (imatrikulace F-AJNQ) provedl první non-stop přelet jižního Atlantiku. Posádku tvořili pilot Jean Mermoz, druhý pilot a navigátor Jean Dabry a radista Léopold Gimié. Přelet Atlantiku na trase z Dakaru do Natalu v Brazílii trval 21 hodin a letoun při něm uletěl vzdálenost 3200 km. Při zpátečním letu 8. července 1930 však letoun po osmnácti hodinách ve vzduchu postihl únik oleje, nouzově přistál 900 km před cílem poblíž plavidla Phocée, které převzalo posádku a náklad. Samotný letoun byl ztracen.

## Konstrukce
Latécoère 28.0 byl jednomotorový hornoplošník smíšené konstrukce (křídlo dřevěné a kovové, trup kovový, vzadu oplechovaný). Pilot a druhý pilot (zároveň byl palubní inženýr) seděli v uzavřeném kokpitu za motorem. Za nimi byl oddíl pro osm pasažérů. Poháněl jej kapalinou chlazený vidlicový dvanáctiválec Renault 12Jb o výkonu 500 bhp. Byl vybaven pevným podvozkem. Další verze se lišily mimo jiné použitými motory.

## Varianty

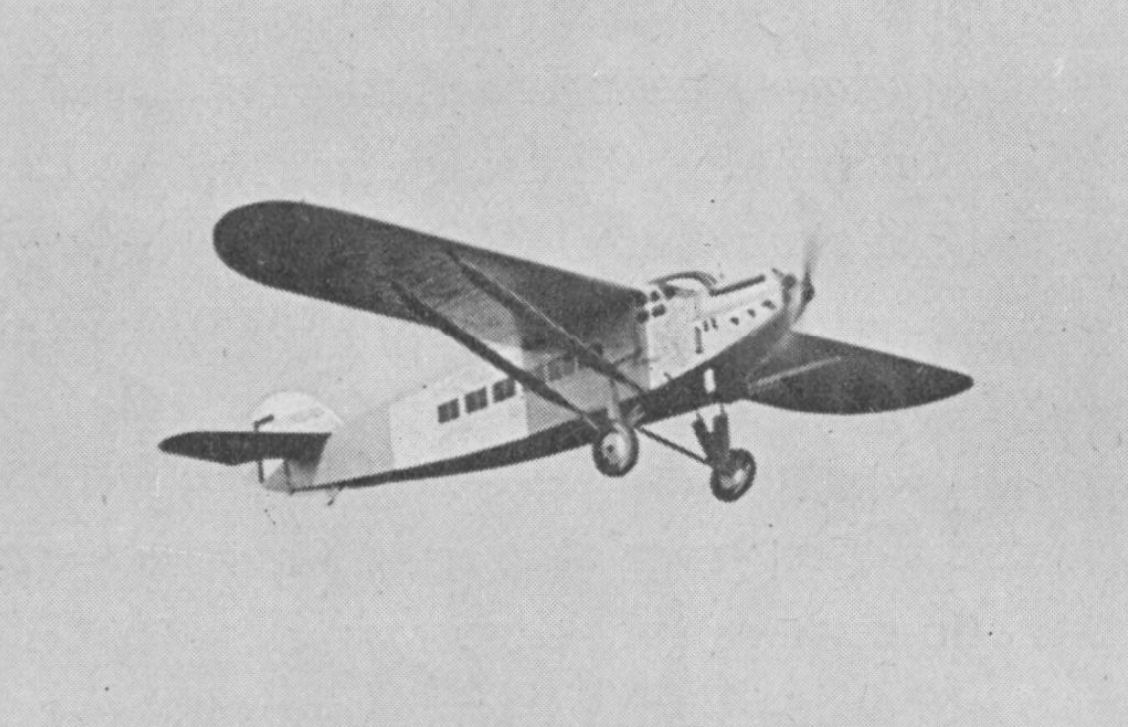
Latécoère 28.0 v roce 1929

- Laté 28.0 – Dopravní a poštovní letoun. Základní verze s motorem Renault 12Jb o výkonu 368 kW (500 bhp). Vyrobeno 16 ks. Část přestavěna na verzi 28.1.[4]
- Laté 28.1 – Dopravní letoun. Verze s motorem Hispano-Suiza 12Hbr o výkonu 500 bhp. Vyrobeno 29 ks.
- Latée 28.2 – Poštovní letoun. Verze s motorem Hispano-Suiza 12Nbr o výkonu 650 bhp (485 kW). Vyroben 1 ks.[4]
- Laté 28.3 – Plovákový poštovní hydroplán s větší nosnou plochou. Vyrobeno 5 ks.
- Laté 28.3-I – Úprava hydroplánu Laté 28.3 pro přepravu cestujících.[4]
- Laté 28.1/H – Pozemní verze hydroplánu Laté 28.3.[4]
- Laté 28.4-I – Laté 28.3 s hvězdicovým motorem Gnome-Rhône 14Kbr Mistral Major o výkonu 522 kW.[4]
- Latée 28.5 – Zesílená konstrukce a motor Hispano-Suiza 12Nbr.[4]
- Latée 28.6 – Motor Hispano-Suiza 12Nbr. Vyrobeny tři kusy pro Venezuelu.[4]

## Uživatelé

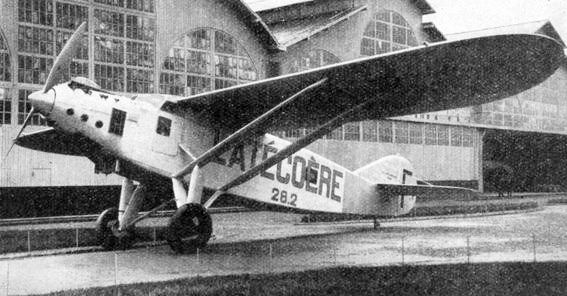
Latécoère 28.2

Argentina
- Aeroposta Argentina

 Francie
- Aéropostale
- Air France

 Španělská republika
- Letectvo Španělské republiky

 Venezuela
- Dva letouny Laté 28.1 a tři letouny Laté 28.6.[4]

## Specifikace (Latécoère 28.3)

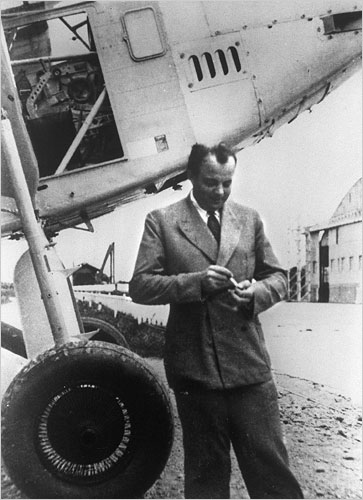
Antoine de Saint-Exupéry u letounu Latécoère 28

### Technické údaje
Údaje podle
- Osádka: 3
- Kapacita:
- Rozpětí: 19,25 m
- Délka: 13,513 m[6]
- Výška: 3,24 m[6]
- Nosná plocha: 58,20 m²
- Hmotnost prázdného letounu: 2595 kg[6]
- Vzletová hmotnost: 5010 kg[6]
- Pohonná jednotka: 1× řadový motor Hispano-Suiza 12Lbxr
- Výkon pohonné jednotky: 600 hp

### Výkony
- Maximální rychlost: 229 km/h
- Cestovní rychlost: 200 km/h
- Dostup: 4000 m
- Dolet: 4800 km